# Jason Ricci
Jason Ricci, né le 3 février 1974, est un harmoniciste et chanteur américain.

## Biographie
Élevé à Portland, dans le Maine, Jason Ricci est le fils de l'homme d'affaires / politicien / activiste Joe Ricci. Il a commencé sa carrière musicale à l'âge de 14 ans dans des groupes punk. Il se découvrit ensuite une passion pour l'harmonica et le blues, qu'il se mit alors à jouer. En 1995, Ricci quitta  Portland pour Memphis, dans le Tennessee, où il remporta peu après le concours de la Sonny Boy Blues Society à l'âge de 21 ans. Il enregistra un peu plus tard dans la même année son premier album, intitulé Jason Ricci.
A Memphis, Ricci commença à jouer avec  David Malone Kimbrough, le fils du bluesman renommé   Junior Kimbrough, et devint rapidement un membre des groupes de ces deux musiciens, avec R. L. Burnside. Ceci marqua également le début d'une période sombre pour Ricci, qu'une dépendance à la drogue envoya en prison pour un an. Ricci prétend avoir été sobre depuis lors.
En 1999, il remporta le concours d'harmonica du Mars National, et commença à jouer puis à enregistrer avec  Keith Brown. En 2000,  Adam Gussow (harmoniciste de Satan and Adam) lui consacra deux pages dans le magazine Blues Access, dans lesquelles il écrivit:
"Je suis convaincu que lui et  Dennis Gruenling comptent parmi les meilleurs harmonicistes de leur génération."
Après  15 mois passés avec   Big Al and the Heavyweights, Ricci créa son propre groupe, Jason Ricci & New Blood, en 2002, dans lequel on retrouve le guitariste  Shawn Starski, qui en juin 2008 figurait dans le "Top Ten Hottest New Guitarists" de  Guitar Player Magazine.    En 2005, Ricci reçut le prix Muddy Waters de "nouveau bluesman le plus prometteur".
En 2007, Jason Ricci & New Blood signèrent chez Eclecto Groove, une nouvelle sous-division de Delta Groove Records. Leur premier album sur ce label, intitulé  Rocket Number Nine, sortit le   23 octobre 2007. En 2009, le groupe enregistra  "Done With The Devil", toujours sur le même label. Ils furent nommés à trois reprises pour le titre de groupe de blues de l'année par  Blues Wax magazine. Ricci s'est vu décerner le prix de l'harmoniciste de l'année par  Blues Critic en 2008 et fut également nommé pour ce prix en 2009 et en 2010.
Jason Ricci and New Blood jouent en moyenne environ 300 concerts par an aux États-Unis, au Canada, et en Europe. Ricci a également accompagné le  guitariste Walter Trout lors de ses récentes tournées en Europe.
Jason Ricci est également connu et apprécié pour ses nombreuses vidéos didacticielles, qu'il met gratuitement à disposition sur YouTube.

## Controverse
Ricci est l'un des seuls artistes ouvertement gay dans le milieu blues actuel. Bien que ceci ait été un obstacle sur le point de vue professionnel, cela a également fourni une occasion à Ricci de remettre en question les stéréotypes sur les gays ainsi que les clichés du blues traditionnel : 

« La communauté [gay] n'aime pas les batteries, les guitares et la musique jouée en concert. Ils ont l'habitude du playback, des mecs en robes, de  Madonna,  Cher, et des rythmes  techno. Ce sont les choses qui m'ont empêché de révéler mon homosexualité plus tôt. J'avais l'impression de n'avoir rien en commun avec la communauté  gay, et je n'ai toujours pas l'impression de partager beaucoup de choses avec elle. J'espère que ça changera, mais la plupart de leurs icônes sont des clichés épris de la presse et d'un univers de Disney qu'on s'attend plus à voir redécorer la maison de quelqu'un à la télévision que sur la scène d'un festival de blues... Quand je suis sorti du placard en tant qu'homme blanc gay d'une famille du haut de la classe moyenne, je me suis exposé non seulement comme étant gay mais également comme un blanc, et comme un mec qui aime le punk, et qui ne venait pas d'une pauvreté totale, et qui n'avait rien en commun avec toutes ces choses que l'on associe au blues. Et en faisant ça, j'ai eu envie d'en parler dans mes chansons. J'avais envie de parler de ma vie, avec une terminologie moderne. »

Bien qu'il ne revendique  généralement pas sa sexualité sur scène, son ouverture par rapport à ce sujet lui a parfois attiré des problèmes dans le milieu blues traditionnel conservateur—il lui est arrivé de voir ses invitations à des spectacles ou à des concerts annulées.
"Done With The Devil" marque une nouvelle  direction dans l'inspiration musicale de Ricci, car son étude de l'occulte a fortement influencé l'écriture de cet album. Ricci est devenu un étudiant de Thelema et des écrits d'Aleister Crowley, qu'il a été jusqu'à qualifier de "grand et saint homme". Ceci n'a fait qu'attiser la controverse autour d'un artiste déjà controversé, menant à un long mea culpa en ligne de  Ricci lui-même, dans lequel il rejette farouchement les accusations de vénération satanique.

## Discographie
- 1995 Jason Ricci North Magnolia Music
- 1997 Down At The Juke North Magnolia Music
- 2001 Feel Good Funk auto-produit
- 2004 Live At Checkers Tavern Blue Sunday Records
- 2005 Her Satanic Majesty Requests Harmonica Music (Compilation) auto-produit
- 2006 Blood on the Road Rah Fox Records
- 2007 Rocket Number 9 EclectoGroove Records
- 2009 Done with the Devil EclectoGroove Records[9]